# HC Sibir Novosibirsk
El Hockey Club Sibir (del ruso: Хоккейный клуб «Сибирь»), conocido popularmente como Sibir Novosibirsk, es un club profesional de hockey sobre hielo ruso de Novosibirsk. El equipo fue fundado en 1962 y juega en la división Chernyshev de la Kontinental Hockey League (KHL).

## Historia
El hockey sobre hielo fue introducido en Novosibirsk en 1948 por Ivan Tsyba, que regresó de un seminario de hockey en Moscú. Inmediatamente popular entre la población, la sociedad deportiva local, Dynamo, decidió establecer un equipo de hockey. La primera pista de hockey fue construida en otoño de 1948 cerca del río Ob. Una segunda pista fue construida en febrero de 1949, en el Estadio Spartak.
Varios equipos jugaron en Novosibirsk en esta época, siendo el más fuerte el Dynamo Novosibirsk. Fueron promovidos a la liga soviética del campeonato para la 1954-55 estación, terminando en noveno lugar en general, fuera de diez equipos. Terminarían tan alto como noveno dos veces más en la era soviética, en 1956-57 y 1959-60 (cuando la liga tenía 16 y 18 equipos, respectivamente). Un equipo de jóvenes se formó en 1954, para servir como un club de desarrollo para el equipo mayor. En su primera temporada de juego, ganó el bronce en el campeonato nacional.
En 1962, debido a dificultades financieras, el Dynamo se fusionó con otro equipo de Novosibirsk, el Khimik. Aunque Dynamo jugó en la división superior, su equipo era de una calidad menor que Khimik, que jugó en la división más baja y fue fundado por una fábrica química local; el equipo resultante fue renombrado en el actual Sibir Novosibirsk.